# 少女革命ウテナ
『少女革命ウテナ』（しょうじょかくめいウテナ）は、J.C.STAFF制作のアニメ作品。テレビシリーズとして1997年4月2日から同年12月24日までテレビ東京系列で放送された。全39話。

## 概要
『美少女戦士セーラームーン』シリーズのメインスタッフだった幾原邦彦が少数精鋭のスタッフを集めて制作集団ビーパパスを結成、少女漫画家さいとうちほと組んで世に放った異色作。第2回アニメーション神戸テレビ番組の部作品賞を受賞。
男装の麗人、書き割りの様な背景、影絵の少女達による不可思議な劇中劇など、宝塚歌劇と前衛舞台劇を折衷したような徹底したアバンギャルドな演出が特徴。また、学園といった閉鎖世界や薔薇や王子様といった少女漫画的モチーフを中心に、おとぎ話や古の貴族のような決闘、同性愛や近親愛まで多くの要素を扱い、かつ哲学的な言辞と象徴や図式を大小に首尾一貫してちりばめている。合唱曲「絶対運命黙示録」など、かつて寺山修司率いる「天井桟敷」で音楽を担当していたJ・A・シーザーのアンダーグラウンド的楽曲を採用した事も、独特の世界観を作り上げる大きな要因となった。
押井守監督の『天使のたまご』を彷彿とさせるフレーズが作中にあり、第27話「七実の卵」は影響が顕著に表れている。

### 企画
ビーパパス（Bepapas）は幾原邦彦がオリジナル作品制作のために作ったチームで、その名前は「大人になろう」の意。従来は著作者として認められることがほとんどなかったアニメーションの制作スタッフが原作者の立場で表に立つことも目的としていた。
当初の企画として最初に形になったものはコアターゲットを狙ったOVAで、主人公の名前はウテナ、敵の名前は「世界の果て」であった。この頃、幾原は「世界の果て」という言葉を絶望という意味でよく口にしたという。しかし幾原がさいとうちほの作品と出会うことで、この企画はより一般向けのテレビシリーズを志向するようになる。さいとうにキャラクター原案を依頼した時点での作品名は「少女革命ウテナKiss」で、主人公が誰かとキスすることで男装の美少女へ変身するというもの。玩具メーカーをスポンサーに想定した子供向けアニメである。
幾原はウテナとアンシーを親密な仲にする構想を持っていたが、さいとうは少女漫画家としての自負から、視聴者である少女が望むものではないとその構想を強く否定、このショックで幾原は急性胃腸炎を起こしたという。ただし、放送終了後の座談会でさいとうは、ビーパパスの影響で同性愛的なものを肯定するようになったと心境の変化を語っている。また榎戸洋司は、主人公の天上ウテナのモデルはさいとうちほであり、ウテナに目指してほしかったものは、さいとうちほが目指すような、安っぽい道徳とは逆の人間性の高さ、セクシュアリティの高さであると述べている。
その後、キングレコードの大月俊倫プロデューサーの目に留まることで企画はより本格的な制作体制に移り、また大幅な変更が行なわれて最終的な形になっていった。

### 演出・美術
作品には監督である幾原の作家性が色濃く出ているが、他のスタッフもまた自発的に様々なアイディアを投入している。例えば、影絵少女は幾原ではなく、シリーズ構成の榎戸洋司の発案である。
生徒会室内で様々な演出が行なわれるようになったのは、第5話で錦織博が林檎をウサギに変えたことが機であるという。橋本カツヨはこれを、たった2枚の絵で、世界を革命するという行為の本質を暗示して見せる演出だと高く評価している。同じく第5話で桐生冬芽の胸をはだけさせたのも錦織である。この後、スタッフ個々によるキャラクターの露出合戦がエスカレートしていった。
美術監督を務めた小林七郎は当時64歳（放送開始時）の大ベテランである。幾原監督は理詰めでなくイメージを重視した指示を出し、例えばアーチを描くにしてもその先にあるはずの建物などを描かせず、向こう側に真っ白な空を描かせたという。その衝撃はかつて小林が共に仕事をした出﨑統と似た感覚で、そのような発想の飛躍は自分にはないものであり、いい刺激になったと語っている。また建物の大半をデザインした長濱博史についても、その重力や力学を無視した自由な発想に小林はショックを受け、その良い部分を生かすようにしたとのことである。

### メディアミックス
テレビアニメ放送時にさまざまなメディアミックス展開が行われ、漫画、ゲームの他、ミュージカルや小説版（ノベライゼーション）なども発表された。劇場版公開時には、「月蝕歌劇団」による舞台が公開された。また、劇場版公開に合わせてテレビアニメ版12話までが1999年8月9日・16日にテレビ東京の深夜帯で再放送された。また、さいとうちほによる同名の漫画作品がテレビ放送に先んじて世に出ているが、テレビシリーズの制作が決定したことを受けての連載の為、原作ではなくコミカライズの一種と位置づけられており、「原作ビーパパス」と明記されている。
テレビアニメ版、漫画版、小説版、劇場版ではそれぞれ、話の展開や設定が異なっている。
2017年には『月刊フラワーズ』9月号に、さいとうちほ画業35周年企画として20年ぶりとなる新作読み切り漫画（60p）が掲載された。

## あらすじ
幼い頃に自分を助けてくれた王子様に憧れ、自分も王子様になりたいと願うようになった少女・天上ウテナは、入学した鳳学園で「薔薇の花嫁」と呼ばれる少女・姫宮アンシーと出会う。エンゲージした者に「永遠」に至る「世界を革命する力」を与えるという「薔薇の花嫁」をかけて戦い続ける生徒会役員（デュエリスト）たちは、ウテナがかつて王子様から貰った指輪と同じ「薔薇の刻印」と呼ばれる指輪を持っていた。ウテナもまたこの決闘ゲームに巻き込まれ、その背後にある「世界の果て」へと迫っていく…。
1〜13話が生徒会編、14〜24話が黒薔薇編、25〜33話が鳳暁生編、34〜39話が黙示録編。

## 作中用語
（50音順）
暁の明星（あけのみょうじょう）
夜明けの東の空に輝く金星のこと。金星は、暁の明星、宵の明星とも呼ばれる。暁生の名前の元となった星で、堕天使ルシファーの象徴でもある。
漫画版では愛と美の女神ヴィーナスの象徴でもある、と追記されている。
エンゲージ
婚約の意味。アンシーを巡る決闘の勝者はアンシーと「エンゲージした」と表現され、アンシーは勝者へ服従する。
鳳学園（おおとりがくえん）
物語の舞台。幼等部から高等部まである一貫校で、学生寮を備える。小高い丘の上に建ち、海に面している。男子の制服は詰襟、女子の制服はセーラー服。第1話に登場する鳳学園の全景を見ると、学園の敷地が前方後円墳の形をしていることが分かる。
黒薔薇のデュエリスト（くろばらのデュエリスト）
御影草時により心の闇を解放させられ、決闘に参加させられることとなった者達。彼らは根室記念館の面会室で御影によって心の闇を解放させられた後、生徒会執行部のメンバーの体から剣をとりだし（最初の黒薔薇のデュエリストである鳳香苗は例外）、ウテナのロッカーに「エンゲージする者へ 夕刻 決闘広場で待つ」という果たし状を送りつけるという行動をとる。そしてウテナが決闘広場にやってくると、「この黒薔薇にかけて誓う。この決闘に勝ち、薔薇の花嫁に死を」という口上を述べる。決闘広場には机が並べられており、机の上には黒薔薇のデュエリストごとに異なるもの（その黒薔薇のデュエリストにとって関わりのあるもの）が置かれる。加えて、広場の地面には根室記念館焼失の際に亡くなった少年達の影を模した赤い人影が映っている。決闘に際して、彼らは黒い薔薇の刻印（亡くなった百人の少年が所持していたもの）を持ち、胸には黒い薔薇を挿す。決闘に負け、薔薇を散らされると、黒薔薇のデュエリストは、自分たちが黒薔薇のデュエリストであったときの記憶を失う。
決闘広場（けっとうひろば）
決闘が行われる円形の広場。学園の裏手にある森から薔薇の刻印を持つ者だけが入れる。螺旋階段（黒薔薇会編まで）または中央のゴンドラ（鳳暁生編以後）で最上階の広場に到達する。広場の上には逆さになった城が見え、決闘のクライマックスではこの城からディオスの幻影が一方の決闘者へと舞い降りて力を与える。馬宮曰く、この広場の「城」を出現させ、「広場への道」を開いたのは、誰でもない根室教授である。黒薔薇のデュエリストとの決闘の際には、机などが並べられている。鳳暁生編での決闘では、暁生の乗っている車と同型のものが散らばっている。決闘においては、胸に挿した薔薇を散らされると負けとなる。
世界の果て（せかいのはて）
薔薇の花嫁を巡る決闘を仕組んだ黒幕。その正体はかつて「王子様」だった者の成れの果て。
世界を革命する力（せかいをかくめいするちから）
薔薇の花嫁とエンゲージした者が手に入れるとされている力。作中でその具体的な内容が語られることはほとんどないが、デュエリスト達はそれぞれ異なる理由でこの力を欲し、ウテナに決闘を挑む。
ディオスの剣
かつてディオスが持っていたことから名づけられた。見た目は薔薇をモチーフとした真っ直ぐなサーベルで、王子様が持つにはふさわしく気品あふれる形をしている。決闘の時には薔薇の花嫁であるアンシーの「気高き城の薔薇よ、私に眠るディオスの力よ、今こそ答えて（主に答えて今こそ示せ）」詠唱とともに胸から出現する。
生徒会編から黒薔薇会編まではアンシーの体から取り出されていたが、第25話での西園寺との決闘の途中で一度消失し、以降はアンシーの手でウテナの体から別の剣が取り出されるようになり、アンシーの詠唱もそれに伴い「気高き思いの薔薇よ、お願い示して―世界を革命する力を」と変化した。
実はこの剣は、ディオスが失った「理想」が形になったものである。
デュエリスト
決闘者の意味。薔薇の刻印の指輪を持ち、薔薇の花嫁とエンゲージしている者に挑戦する権利がある。
根室記念館（ねむろきねんかん）
学園の片隅にある古い建物で、かつてこの場所で、根室教授が研究主任を務めた「永遠」についての研究を携わっていた生徒100人が火事で命を落とした。「いつか革命される物語」の主人公曰く生徒手帳にも載っていないらしい。御影ゼミ（通称黒薔薇会）はこの校舎を使っており、薫幹が御影ゼミから入会の勧誘をうけるが、根室記念館を敬遠して断った。御影草時が活動する場所で、そこかしこに指差しマーク（☜）が置かれている、エントランスホールには黒薔薇のデュエリスト達の写真が飾られている。
薔薇の花嫁
姫宮アンシーのこと。決闘の勝者とエンゲージ（婚約）した。実は真の薔薇の花嫁を引き出すための影武者（魔女）。
薔薇の刻印
世界の果てから選ばれたもののみが送られる指輪（過去において「永遠」を生み出す研究に携わった根室教授と100人の少年達は、世界の果てとの「契約」によって手に入れた）。これを持つ者のみが決闘広場に入り、決闘に参加することができる。御影は、かつて共に「永遠」を研究していた少年100人が所持していた指輪を使って黒薔薇のデュエリストを生み出していた。黒薔薇のデュエリストが持つ指輪は黒い色をしているが、これは御影曰く「指輪の持ち主が死ぬと指輪は黒く染まってしまう」からだとのこと。
薔薇の刻印の手紙
世界の果てが天上ウテナと鳳学園生徒会のメンバーに向けて発送している、薔薇の刻印が付いた通知書である。薔薇の香りがする。
薔薇の刻印の指輪
天上ウテナと鳳学園生徒会のメンバーが持っている、薔薇のしるしが刻まれた指輪。決闘に参加する資格のあかし。実は世界の果てが真の薔薇の花嫁を探るための道具という別の一面がある。
薔薇の刻印の十二星座表
漫画版のみ登場。決闘者の順を表した十二星座の絵である。
薔薇物語
第34話で語られるおとぎ話。
「むかし、すべての女の子がお姫様だった頃、お姫様たちには危機が来ると助けてくれる白馬の王子様がいました。ある日のこと、老婆から空に浮かぶ城に世界の光を奪おうとする魔女がいると聞いた王子は世界の光を守るために空に浮かぶ城へ行きます。しかし、実はこの世界の光そのものである王子を捕らえるための罠だったのです。実は老婆は妹が化けたもので、妹は自分がお姫様になれないことを悲しみ王子を閉じ込めてしまったのです。こうして世界は闇に閉ざされてしまいました。」

## テレビアニメ

### スタッフ
- 企画・原作 - ビーパパス[注 1]
- 原案・監督 - 幾原邦彦[14]
- 原案・漫画 - さいとうちほ
- シリーズ構成 - 榎戸洋司[14]
- プランニング - 小黒祐一郎
- 監督補佐 - 金子伸吾[14]、高橋亨[14]
- キャラクターデザイン - 長谷川眞也[14]
- コンセプトデザイン - 長濱博史
- カラーデザイン - 國音那生
- 美術監督 - 小林七郎
- 色彩設定 - 店橋真弓
- 撮影監督 - 中條豊光
- 編集 - 西山茂
- 音響監督 - 田中英行
- 音楽 - 光宗信吉
- 合唱オリジナル楽曲 - J.A.シーザー
- CG - 岸野裕司
- 企画協力 - SOFTX
- プロデューサー - 小林教子、池田慎一
- アニメーションプロデューサー - 川崎とも子
- アニメーション制作担当 - 松倉友二
- アニメーション制作 - ジェー・シー・スタッフ[14]
- 製作 - テレビ東京、読売広告社

### 主題歌
- オープニング
  - 「輪舞-revolution」 （作詞 - 奥井雅美 / 作曲・編曲 - 矢吹俊郎 / 歌 - 奥井雅美）
- エンディング
  - 「truth」（1-24話） （作詞 - 藤林聖子 / 作曲 - 新井理生 / 編曲 - 平間あきひこ / 歌 - 裕未瑠華）
  - 「バーチャルスター発生学」 （25話-38話）（作詞・作曲 - J.A.シーザー / 編曲 - 光宗信吉 / 歌 - 上谷麻紀）
  - 「Rose&release」（39話） （作曲・編曲 - 矢吹俊郎 / コーラス - 奥井雅美）
- 挿入歌
  - 合唱曲「絶対運命黙示録」（作詞・作曲・編曲：J.A.シーザー、コーラス：杉並児童合唱団、なお後述のアルバムには東京混声合唱団が歌唱したバージョンもある）

### 各話リスト
| 話数 | サブタイトル                   | 脚本     | 絵コンテ        | 演出           | 作画監督                     | 放送日        |
| ---- | ------------------------------ | -------- | --------------- | -------------- | ---------------------------- | ------------- |
| 1    | 薔薇の花嫁                     | 榎戸洋司 | 幾原邦彦        | 高橋亨         | 長谷川眞也                   | 1997年 4月2日 |
| 2    | 誰がために薔薇は微笑む         | 榎戸洋司 | 金子伸吾        | 金子伸吾       | 長濱博史                     | 4月9日        |
| 3    | 舞踏会の夜に                   | 榎戸洋司 | 竹之内和久      | 渡部高志       | 宮田奈保美                   | 4月16日       |
| 4    | 光さす庭・プレリュード         | 榎戸洋司 | 高橋亨          | 高橋亨         | 加藤裕美                     | 4月23日       |
| 5    | 光さす庭・フィナーレ           | 榎戸洋司 | 錦織博          | 金子伸吾       | 相澤昌弘                     | 4月30日       |
| 6    | 七実様御用心!                  | 比賀昇   | 松本淳          | 岡崎幸男       | 林明美                       | 5月7日        |
| 7    | 見果てぬ樹璃                   | 榎戸洋司 | 橋本カツヨ      | 岡崎幸男       | 林明美                       | 5月14日       |
| 8    | カレーなるハイトリップ         | 比賀昇   | 西村聡          | 西山明樹彦     | 竹内昭                       | 5月21日       |
| 9    | 永遠があるという城             | 榎戸洋司 | 風山十五        | 風山十五       | 門之園恵美                   | 5月28日       |
| 10   | 七実の大切なもの               | 比賀昇   | 松本淳          | さくらびかつし | 香川久                       | 6月4日        |
| 11   | 優雅に冷酷・その花を摘む者     | 上村一宏 | 錦織博 金子伸吾 | 金子伸吾       | 相澤昌弘                     | 6月11日       |
| 12   | たぶん友情のために             | 上村一宏 | 垂永志          | 高橋亨         | 長濱博史 長谷川眞也          | 6月18日       |
| 13   | 描かれる軌跡                   | 榎戸洋司 | 高橋亨          | 高橋亨         | 阿保孝雄                     | 6月25日       |
| 14   | 黒薔薇の少年たち               | 榎戸洋司 | 橋本カツヨ      | 岡崎幸男       | 林明美                       | 7月2日        |
| 15   | その梢が指す風景               | 榎戸洋司 | 星川孝文        | 星川孝文       | たけうちのぶゆき             | 7月9日        |
| 16   | 幸せのカウベル                 | 比賀昇   | 錦織博          | 腰繁男         | 津幡佳明                     | 7月16日       |
| 17   | 死の棘                         | 月村了衛 | 松本淳          | 桜美かつし     | 香川久                       | 7月23日       |
| 18   | みつるもどかしさ               | 比賀昇   | 西村聡          | 岡崎幸男       | 林明美                       | 7月30日       |
| 19   | 今は亡き王国の歌               | 風山十五 | 風山十五        | 高橋亨         | 相澤昌弘                     | 8月6日        |
| 20   | 若葉繁れる                     | 月村了衛 | 橋本カツヨ      | 桜美かつし     | たけうちのぶゆき             | 8月13日       |
| 21   | 悪い虫                         | 月村了衛 | 桜井弘明        | 桜井弘明       | 阿部邦博                     | 8月20日       |
| 22   | 根室記念館                     | 榎戸洋司 | 松本淳          | 伊達勇登       | 津幡佳明                     | 8月27日       |
| 23   | デュエリストの条件             | 榎戸洋司 | 橋本カツヨ      | 岡崎幸男       | 林明美                       | 9月3日        |
| 24   | 七実様秘密日記                 | 比賀昇   | 松本淳          | 高橋亨         | 阿保孝雄                     | 9月10日       |
| 25   | ふたりの永遠黙示録             | 榎戸洋司 | 風山十五        | 金子伸吾       | 相澤昌弘 長谷川眞也 長濱博史 | 9月17日       |
| 26   | 幹の巣箱（光さす庭・アレンジ） | 榎戸洋司 | 松本淳          | 岡崎幸男       | 林明美                       | 9月24日       |
| 27   | 七実の卵                       | 比賀昇   | 錦織博          | 伊達勇登       | 田中孝弘 中山由美            | 10月1日       |
| 28   | 闇に囁く                       | 月村了衛 | 高橋亨          | 高橋亨         | 阿部邦博                     | 10月8日       |
| 29   | 空より淡き瑠璃色の             | 白井千秋 | 橋本カツヨ      | 岩崎良明       | たけうちのぶゆき             | 10月15日      |
| 30   | 裸足の少女                     | 榎戸洋司 | 風山十五        | 桜美かつし     | 香川久                       | 10月22日      |
| 31   | 彼女の悲劇                     | 比賀昇   | 錦織博          | 岡崎幸男       | 林明美                       | 10月29日      |
| 32   | 踊る彼女たちの恋               | 比賀昇   | 松本淳 金子伸吾 | 金子伸吾       | 相澤昌弘                     | 11月5日       |
| 33   | 夜を走る王子                   | 榎戸洋司 | 橋本カツヨ      | 高橋亨         | 長谷川眞也 長濱博史          | 11月12日      |
| 34   | 薔薇の刻印                     | 榎戸洋司 | 佐藤順一        | 桜美かつし     | 門上洋子 長谷川眞也          | 11月19日      |
| 35   | 冬のころ芽ばえた愛             | 月村了衛 | 松本淳          | 伊達勇登       | 相澤昌弘                     | 11月26日      |
| 36   | そして夜の扉が開く             | 月村了衛 | 錦織博 高橋亨   | 高橋亨         | 田中孝弘                     | 12月3日       |
| 37   | 世界を革命する者               | 榎戸洋司 | 風山十五        | 桜美かつし     | たけうちのぶゆき             | 12月10日      |
| 38   | 世界の果て                     | 榎戸洋司 | 金子伸吾        | 金子伸吾       | 林明美                       | 12月17日      |
| 39   | いつか一緒に輝いて             | 榎戸洋司 | 橋本カツヨ      | 高橋亨         | 長谷川眞也                   | 12月24日      |

### 放送局
| 放送地域       | 放送局             | 放送系列         | 放送時間                                  | 備考       |
| -------------- | ------------------ | ---------------- | ----------------------------------------- | ---------- |
| 関東広域圏     | テレビ東京         | テレビ東京系列   | 水曜 18:00 - 18:30                        | 製作局     |
| 北海道         | テレビ北海道       | テレビ東京系列   | 水曜 18:00 - 18:30                        | 同時ネット |
| 愛知県         | テレビ愛知         | テレビ東京系列   | 水曜 18:00 - 18:30                        | 同時ネット |
| 大阪府         | テレビ大阪         | テレビ東京系列   | 水曜 18:00 - 18:30                        | 同時ネット |
| 岡山県・香川県 | テレビせとうち     | テレビ東京系列   | 水曜 18:00 - 18:30                        | 同時ネット |
| 福岡県         | TXN九州            | テレビ東京系列   | 水曜 18:00 - 18:30                        | 同時ネット |
| 岩手県         | 岩手放送           | TBS系列          | 日曜 5:30 - 6:00                          | 遅れネット |
| 山形県         | 山形放送           | 日本テレビ系列   | 日曜 5:15 - 5:45                          | 遅れネット |
| 静岡県         | 静岡放送           | TBS系列          | 土曜 2:45 - 3:15（金曜深夜）              | 遅れネット |
| 岐阜県         | 岐阜放送           | 独立局           | 日曜 11:00 - 11:30                        | 遅れネット |
| 三重県         | 三重テレビ         | 独立局           | 金曜 16:35 - 17:05                        | 遅れネット |
| 滋賀県         | びわ湖放送         | 独立局           | 水曜 7:45 - 8:15（1997年6月25日放送開始） | 遅れネット |
| 奈良県         | 奈良テレビ         | 独立局           | 土曜 16:30 - 17:00                        | 遅れネット |
| 和歌山県       | テレビ和歌山       | 独立局           | 月曜 16:30 - 17:00                        | 遅れネット |
| 徳島県         | 四国放送           | 日本テレビ系列   | 日曜 1:55 - 2:25（土曜深夜）              | 遅れネット |
| 日本全域       | AT-X               | アニメ専門CS放送 |                                           | 遅れネット |
| 日本全域       | キッズステーション | CS放送           |                                           | 遅れネット |

| テレビ東京系列 水曜18:00 - 18:30     | テレビ東京系列 水曜18:00 - 18:30 | テレビ東京系列 水曜18:00 - 18:30 |
| 前番組                               | 番組名                           | 次番組                           |
| ------------------------------------ | -------------------------------- | -------------------------------- |
| 赤ちゃんと僕 （木曜19:00枠から移動） | 少女革命ウテナ                   | 万能文化猫娘 （TVシリーズ）      |

## 劇場版
『少女革命ウテナ アドゥレセンス黙示録』のタイトルで、完全新作の長編アニメーション映画として1999年8月14日から東映系で公開された。劇場版のオリジナル35mmフィルムを使用して、原作のテレビアニメ版より過激・華麗にリニューアルした完全オリジナル劇場アニメ作品。さいとうちほが漫画化したものでもある。
2000年3月3日にキングレコードよりDVD（KIBA-474）が発売されている。2000年アヌシー国際アニメーション映画祭長編コンペティション部門ノミネート作品。

### ストーリー（劇場版）
全寮制の名門学校・鳳学園に転校してきた天上ウテナは、「薔薇の花嫁」と呼ばれる謎の美少女・姫宮アンシーに出会い、生徒達との決闘ゲームに巻き込まれる。ウテナは徐々にアンシーと親しくなるが、その中でアンシーに隠された秘密を知り、彼女を連れて「外の世界」への脱出を試みようとする。

### 制作
長谷川は「画のディテール・密度の求められ方から、もう一人の作画監督だけで、1本の長編映画をまとめるのはスケジュールからして不可能」という問題に対して、「いっそのこと自分の画じゃなくなってもいい。寧ろ、自分のテイストが他の人に伝わって、自分のテイストを元に全編が出来上がれば良い」という思いを抱いていた。
当時主流になり始めた「一番上に総作画監督を立てる」「作画監督補佐をつける」「複数の作画監督を起用する」という単純なシステムではなく、プロットの打ち合わせの際に長谷川は「オムニバスの様な構成にしたい」と主張した。そこから、「パート別に担当する作画監督を分ける」という制作システムになった。
長谷川は「作画監督が原画を抑え込むと、勢いが半減してしまう。力のある人には出させたいし、自分を超えて欲しい」という意向から、動かし方は原画の力量に委ねて、作画監督は「どれだけ画を豪華にするか」をテーマにした。

### スタッフ（劇場版）
- 企画・原作 - ビーパパス
- 原案・監督 - 幾原邦彦
- 原案・漫画 - さいとうちほ
- プロデューサー - 松倉友二、森山敦
- 脚本 - 榎戸洋司
- キャラクターデザイン - 長谷川眞也
- 絵コンテ - 風山十五（Aパート[20]）、金子伸吾（C・Dパート[20]）、橋本カツヨ（Cパート[20]）、高橋亨（Dパート[20]）、長濱博史（Dパート[20]）、長谷川眞也（Dパート[20]）、幾原邦彦（D・Eパート[20]）
- 演出 - 金子伸吾（B・Cパート[20]）、高橋亨（A・Dパート[20]）、桜美かつし（Cパート[20]）、幾原邦彦（Eパート、ノークレジット[20]）
- 作画監督 - 林明美（Cパート[20]）、たけのうちのぶゆき（Bパート[20]）、長谷川眞也（A・D・Eパート[20]）、川嶋恵子（Aパート[20]）、相澤昌弘
- メカニックデザイン - 長濱博史
- 美術監督 - 小林七郎

- カラーコーディネイト - 國音邦生
- 色彩設定 - 店橋真弓
- 撮影監督 - 中條豊光
- 編集 - 西山茂（タバック）
- 音響監督 - 田中英行
- 音楽 - 光宗信吉、J.A.シーザー、天利英跡
- 音楽制作 - スターチャイルドレコード
- 合唱オリジナル楽曲 - J.A.シーザー
- アニメーション制作 - J.C.STAFF
- 制作協力 - 小学館、ガンジス
- 配給 - 東映
- 製作 - 少女革命ウテナ製作委員会

### 主題歌（劇場版）
- 挿入歌
  - 「輪舞-revolution」 （作詞 - 奥井雅美 / 作曲・編曲 - 矢吹俊郎 / 歌 - 奥井雅美）
  - 「時に愛は」 （作詞 - 奥井雅美 / 作曲・編曲 - 矢吹俊郎 / 歌 - 奥井雅美）
- エンディングテーマ
  - 「フィアンセになりたい （Adolescence Mix）」 （作詞・作曲 - 及川光博 / 編曲 - 光宗信吉 / 歌 - 及川光博）

## 関連作品

### 漫画版
「ちゃお」（小学館）において連載された。作者はさいとうちほ。単行本は小学館（ちゃおフラワーコミックス）より全5巻、後に小学館文庫より文庫版が全3巻出版された。別冊少女コミックSpecialより劇場版のコミックも1巻出版されている。

#### 番外編
- 序章 バラの刻印（1996年ちゃお6月号・7月号に掲載）
- カレーなる変身（1996年ちゃおデラックス冬の増刊号に掲載）
アニメの「カレーなるハイトリップ」を元にしたストーリー。
- 3つの願い（ちゃお1997年9月号ふろくに掲載）
- 深き琉璃色の影（ちゃおデラックス1998年冬の増刊号に掲載）
アニメの「空より淡き瑠璃色の」を元にしたストーリー。
- 黒バラの刻印（ちゃおデラックス1998年春の増刊号に掲載）
アニメの黒薔薇会編を元にしたストーリー。
- アドゥレセンス黙示録 前編・後編（別冊少女コミックスペシャル1999年5月5日号・9月5日号に掲載）

#### 既刊一覧
単行本
- 第1巻 （1997年1月20日発売） ISBN 4-09-136084-X
- 第2巻 （1997年4月20日発売） ISBN 4-09-136085-8
- 第3巻 （1997年9月20日発売） ISBN 4-09-136086-6
- 第4巻 （1998年1月20日発売） ISBN 4-09-136087-4
- 第5巻 （1998年5月20日発売） ISBN 4-09-136088-2
- 劇場版 少女革命ウテナ アドゥレセンス黙示録 （1999年9月20日発売） ISBN 4-09-136089-0

文庫版
- 第1巻 （2003年9月10日発売） ISBN 4-09-191521-3
- 第2巻 （2003年10月10日発売） ISBN 4-09-191522-1
- 第3巻 （2003年10月10日発売） ISBN 4-09-191523-X

新装版
- 第1巻 （2017年11月10日発売） ISBN 978-4-09-139814-7
- 第2巻 （2017年11月10日発売） ISBN 978-4-09-139815-4
- 第3巻 （2017年12月8日発売） ISBN 978-4-09-139816-1
- 第4巻 （2017年12月8日発売） ISBN 978-4-09-139817-8
- 第5巻 （2018年1月10日発売） ISBN 978-4-09-139818-5
- 劇場版 アドゥレセンス黙示録 （2018年1月10日発売） ISBN 978-4-09-139819-2
- 少女革命ウテナ After The Revolution （2018年5月10日発売） ISBN 978-4-09-870119-3

### 小説版
パレット文庫より出版。作者は大河内一楼。全2巻。
- 少女革命ウテナ1 蒼の双樹 （1998年1月1日発売、大河内一楼・パレット文庫） ISBN 4-09-420243-9
- 少女革命ウテナ2 翠の想い （1998年3月1日発売、大河内一楼・パレット文庫） ISBN 4-09-420244-7

### ゲーム
1998年5月28日に『少女革命ウテナ いつか革命される物語』のタイトルで、セガ・エンタープライゼスより発売されたCD-ROM2枚組のセガサターン用ゲームソフト（GS-9182）。ゲームオリジナルキャラクターである転校生の少女を主人公とした物語。時系列では、原作の8話と9話の間に位置する。作画はTVアニメ版と同じJ.C.スタッフが担当している。
主要キャラクターには「心の気高さ」というパラメーターが設定されていて、時折出現する選択肢で何を選んだかにより変動していく。展開によっては生徒会のメンバーたちと恋愛関係へ進展する。各キャラクターの心の気高さ、また誰が最も高いかによりエンディングが変化する。
恋愛ゲーム的な要素もあるが、ほとんどのキャラクターには別に想い人がいる、原作の途中が舞台となっている、などの理由から、大抵は主人公の片思いという形で終わる。ただ、生徒会メンバー同士が決闘するアニメーション（ゲームオリジナル）、主人公自身がデュエリストになるルートなど、別の要素も多い。ゲームオリジナルキャラクターとして「三条院千種」が登場する。
主人公の父親がシルエットで登場するが、その髪型はとあるメインキャラクターに酷似している。また、本作には鳳学園周辺の街が出てくる・「東館はエンゲージしたものしか入居できない」と発言されているが、これはアニメで使われなかった設定が流用されたものである。
エンディングは、「パーフェクト編」「ウテナ編」「冬芽編」「西園寺編」「樹璃編」「幹編」「アンシー編」「暁生編」「黒薔薇編」「ノーマル編（内容はパーフェクト編とほとんど変わらない）」「バッド（ゲームオーバー）エンド」の11種類。

#### スタッフ・アニメパート
- 監督 - 桜井弘明
- 脚本 - 大河内一楼
- キャラクターデザイン・ジャケットイラスト - 長谷川眞也
- 演出 - 金子伸吾、高橋亨
- 作画監督 - 林明美
- 音楽 - 光宗信吉
- 合唱曲（挿入歌） - J.A.シーザー
- 制作プロデューサー - 川崎とも子
- アニメーション制作 - ゼクシズ

#### スタッフ・ゲームパート
- 企画製作 - 中津泰彦、加藤雅史
- アートコーディネーター - 飯田直彦
- プロデューサー - 菅野豊
- ディレクター - 山路和紀

### 舞台
ミュージカル・少女革命ウテナ
- 1997年12月17日 - 12月29日 博品館劇場（東京）
- 主要スタッフ・キャスト
  - 脚本・演出：三ツ矢雄二
  - 天上ウテナ：大輝ゆう
  - 姫宮アンシー：KaNNa
  - 桐生冬芽：斉藤レイ
  - 有栖川樹璃：木村早苗
  - 西園寺莢一：葛城七穂
  - 鳳暁生：郷真由加

月蝕歌劇団公演・少女革命ウテナ魔界転生黙示録編〜麗人ニルヴァーナ来駕〜
- 1999年5月26日 - 6月1日 ザムザ阿佐ヶ谷（東京）
- 主要スタッフ・キャスト
  - プロデュース：幾原邦彦
  - 脚色・演出：高取英
  - 天上ウテナ：一ノ瀬めぐみ
  - 姫宮アンシー：野口員代
  - 桐生冬芽：斉藤レイ
  - 桐生七実：成宮観音

劇団FANTASY ADVENTURE公演・少女革命ウテナ〜コロス幻想生命体〜
- 2000年9月30日、10月1日 尼崎ピッコロシアター中ホール（兵庫）
- 主要キャスト
  - 天上ウテナ：亘まゆ
  - 姫宮アンシー：可愛あき
  - 桐生冬芽：葵かずき
  - 有栖川樹璃：桐生忍

ミュージカル・少女革命ウテナ〜白き薔薇のつぼみ〜
- 2018年3月8日 - 18日 CBGKシブゲキ!!（東京）
- 主要キャスト
  - 天上ウテナ：能條愛未（当時乃木坂46）
  - 姫宮アンシー：山内優花
  - 桐生冬芽：戸谷公人
  - 西園寺莢一：横井翔二郎
  - 有栖川樹璃：立道梨緒奈
  - 薫幹：大崎捺希
  - 桐生七実：鈴木亜里紗
  - 篠原若葉：竹内夢
  - 影絵少女A子：熊田愛里
  - 影絵少女B子：NENE
  - 冬芽・幼少期：池田謙信
  - 西園寺・幼少期：山内涼平

- 主要スタッフ
  - 原作：ビーパパス
  - スーパーバイザー：幾原邦彦
  - 脚本・演出：吉谷光太郎
  - 企画・製作：エグジットチューンズ／ポニーキャニオン
  - 制作：ポリゴンマジック
  - 主催：ミュージカル「少女革命ウテナ」製作委員会

ミュージカル・少女革命ウテナ～深く綻ぶ黒薔薇の～
- 2019年6月29日 - 7月7日 シアターGロッソ（東京）
- 主要キャスト
  - 天上ウテナ：能條愛未
  - 姫宮アンシー：山内優花
  - 西園寺莢一：吉澤翼
  - 有栖川樹璃：立道梨緒奈
  - 薫幹：樋口裕太
  - 桐生七実：鈴木亜里紗
  - 篠原若葉：竹内夢
  - 高槻枝織：朝倉ふゆな
  - 薫梢：田上真里奈
  - 千唾馬宮：こんどうようぢ
  - 影絵少女：熊田愛里
  - 鳳暁生：吉岡佑
  - 御影草時：徳山秀典
  - アンサンブル：仲田祥司、多田滉、後藤光葵、吉田瑞貴

- 主要スタッフ
  - 原作：ビーパパス
  - スーパーバイザー：幾原邦彦
  - 脚本・演出：吉谷光太郎
  - 企画・製作：エグジットチューンズ／ポニーキャニオン
  - 制作：ポリゴンマジック
  - 主催：ミュージカル「少女革命ウテナ」製作委員会

### トレーディングカード
- カードダスマスターズ（バンダイ）
  - 「第一幕」「第二幕・薔薇の彼方」の二シリーズ。アニメの一場面をカード化したコレクションカード。アニメ系トレーディングカードでは珍しくスタッフやキャストの撮り下しカード（幾原邦彦、さいとうちほ、長谷川眞也、榎戸洋司、J.A.シーザー、川上とも子、イロイロ）がある。
- P.P.カード少女革命ウテナ（天田印刷加工）

## 関連商品

### 脚本集
- 少女革命ウテナ脚本集 上 薔薇の花嫁 （1998年4月30日発売） ISBN 4-19-900050-X
- 少女革命ウテナ脚本集 下 薔薇の刻印 （1998年4月30日発売） ISBN 4-19-900051-8
  - 著者：榎戸洋司
  - 出版社：徳間書店（アニメージュ文庫）

### イラスト原画集・資料集
- 少女革命ウテナ キャラクター設定決定稿
- 少女革命ウテナ 美術設定稿
- 少女革命ウテナ さいとうちほ原画集 CD-ROM （インナーブレイン、発行日日付なし）
- 少女革命ウテナ 設定資料集 （ムービック、1997年発行）
- This is Animation 少女革命ウテナ 薔薇の告白 （1998年1月10日発売） ISBN 4-09-101543-3
  - 監修：ビーパパス
  - 企画・構成：キャラメル・ママ
  - 出版社：小学館（ちゃお特別編集）
- 少女革命ウテナ 薔薇の黙示録 （青林工藝舎、1998年3月26日発売） ISBN 4-88-379000-2
- 少女革命ウテナ写真集 薔薇の記憶 （1998年6月30日発売） ISBN 4-19-900057-7
  - 編者：アニメージュ編集部
  - 出版社：徳間書店（アニメージュ文庫）
- 少女革命ウテナ やさしいピアノソロ （東京音楽書院、1998年8月発売） ISBN 4-81-143767-5
- 少女革命ウテナ 薔薇の容貌 （1998年9月15日発売） ISBN 4-58-418354-6
  - 著者：伊藤誠之助
  - 出版社：KKベストセラーズ
- 少女革命ウテナ ART COLLECTION 薔薇の全貌 （1998年9月15日発売） ISBN 4-78-971392-X
  - 企画・編集：雨宮ひとみ
  - 出版社：ソニー・マガジンズ
- 少女革命ウテナ さいとうちほ複製原画集 （小学館、1999年8月7日発売） ISBN 4-09-199682-5
- 少女革命ウテナ アドゥレセンス黙示録 シナリオブック （1999年8月14日発売） ISBN 4-88-379035-5
  - 著者：榎戸洋司
  - 出版社：青林工藝舎
- 劇場版 少女革命ウテナ アドゥレセンス黙示録 オリジナルサウンドトラック 〈アドゥレセンス・ラッシ〉 （東京音楽書院、1999年9月20日発売） ISBN 4-81-144399-3
- 少女革命ウテナ ヴィジュアルメイキングブック アート・オブ・ウテナ （1999年10月31日発売） ISBN 4-56-873008-2
  - 企画・編集：天野昌直、杉山りか
  - 出版社：美術出版社
- 少女革命ウテナ ROM-COLLE LA MAISON DE CHUCHU （キングレコード、1999年12月3日発売） KIRA-19
- NEWTYPE ILLUSTRATED COLLECTION 少女革命ウテナ アドゥレセンス黙示録 （2000年3月18日発売） ISBN 4-04-853169-7
  - 編集：石井康予、榎本郁子
  - 出版社：角川書店
- 少女革命ウテナ アドゥレセンス黙示録 （発行日日付なし）
  - 構成・編集：小黒祐一郎

### アニメ研究本
- 少女革命ウテナ ヴィジュアル・ストーリー・ブック 1 （1998年2月20日発売） ISBN 4-09-135831-4
- 少女革命ウテナ ヴィジュアル・ストーリー・ブック 2 （1998年3月20日発売） ISBN 4-09-135832-2
- 少女革命ウテナ ヴィジュアル・ストーリー・ブック 3 （1998年5月20日発売） ISBN 4-09-135833-0
- 少女革命ウテナ ヴィジュアル・ストーリー・ブック 4 （1998年5月20日発売） ISBN 4-09-135834-9
- 少女革命ウテナ ヴィジュアル・ストーリー・ブック 5 （1998年7月20日発売） ISBN 4-09-135835-7
  - 企画・編集：岸川編集事務所
  - 出版社：小学館（フラワーコミックスアニメ版）

### ゲーム攻略本
- 鳳学園指定図書 少女革命ウテナ いつか革命される物語 オフィシャルガイドブック （1998年6月19日発売） ISBN 4-79-730669-6
  - 編集：セガサターンマガジン編集部、アミューズメント書籍編集部
  - 出版社：ソフトバンククリエイティブ

### 音楽CD

#### シングル
- 輪舞-revolution （1997年5月21日発売） KIDA-149
- truth （1997年5月21日発売） KIDA-150
- 輪舞-revolution/truth （1997年5月21日発売） KIDA-151
- labyrinth/時に愛は （1999年7月2日発売） KIDA-181
- フィアンセになりたい （1997年12月10日発売） TODT-5087[注 3]

#### サウンドアルバム
- 少女革命ウテナ 絶対進化革命前夜 （1997年7月24日発売） KICA-354
- 少女革命ウテナ バーチャルスター発生学 （1997年11月6日発売） KICA-374
- 少女革命ウテナ 体内時計都市オルロイ （1998年1月1日発売） KICA-384
- 少女革命ウテナ 天使創造すなわち光 （1998年2月4日発売） KICA-389
- 少女革命ウテナ さあ、私とエンゲージして… （1998年4月3日発売） KICA-396〜397
- 少女革命ウテナ 麗人ニルヴァーナ来駕 〜ボクのアンドロギュヌス〜 （1999年5月28日発売） KICA-9461
- 少女革命ウテナ アドゥレセンス黙示録 薔薇卵蘇生録ソフィア -中世よ甦れ!- （1999年6月25日発売） KICA-467
- アドゥレセンスラッシュ （1999年8月14日発売） KICA-471
- スタまにシリーズ：少女革命ウテナ （2005年11月23日発売） KICA-727
- 少女革命ウテナ コンプリートCD-BOX （初回生産限定盤 10枚組 2008年8月27日発売） KICA-920〜928

### DVD
- 少女革命ウテナ L'Apocalypse:1 （1999年1月1日発売） KIBA-15
- 少女革命ウテナ L'Apocalypse:2 （1999年2月1日発売） KIBA-16
- 少女革命ウテナ L'Apocalypse:3 （1999年3月1日発売） KIBA-17
- 少女革命ウテナ L'Apocalypse:4 （1999年4月1日発売） KIBA-18
- 少女革命ウテナ L'Apocalypse:5 （1999年5月1日発売） KIBA-19
- 少女革命ウテナ L'Apocalypse:6 （1999年6月1日発売） KIBA-20
- 少女革命ウテナ L'Apocalypse:7 （1999年7月1日発売） KIBA-21
- 少女革命ウテナ L'Apocalypse:8 （1999年8月1日発売） KIBA-22
- 少女革命ウテナ アドゥレセンス黙示録 （2000年3月3日発売） KIBA-474
- 少女革命ウテナ DVD-BOX 上巻 （初回限定生産、2008年9月26日発売） KIBA-91500〜5
- 少女革命ウテナ DVD-BOX 下巻 （初回限定生産、2009年3月11日発売） KIBA-91506〜11

### Blu-ray
- 少女革命ウテナ Blu-ray BOX 上巻 （初回限定生産、2013年1月23日発売） KIXA-90240〜3
- 少女革命ウテナ Blu-ray BOX 下巻 （初回限定生産、2013年2月27日発売） KIXA-90244〜8